# Цхункурі
Цхункурі (груз. ცხუნკური) — село в Грузії.
За даними перепису населення 2014 року в селі проживає 777 осіб.